# 남천역
남천(KBS·수영구청)역(Namcheon(KBS·Suyeong-gu Office)Station, 南川(KBS·水營區廳)驛)은 대한민국 부산광역시 수영구 남천동에 있는 부산 도시철도 2호선의 전철역이다. 인근에 KBS부산방송총국, 남천성당, 수영구청이 있다.

## 특징
부역명에 수영구청이 표기되어 있으나, 수영구청은 오히려 남천역보다 금련산역에서 살짝(약 20 ~ 30m 정도) 더 가깝다. 이 역에서 약 3km 떨어진 곳에 이기대와 이기대 도시 자연공원이 있고, 약 425m 떨어진 곳에 수영구 도서관이 있다. 이 역에서 광안대교 입구까지 걸어서 이동할 수 있다.

## 역사
- 2001년 8월 8일 : 부산 도시철도 2호선 개통과 함께 영업 개시

## 역 구조
2면 2선의 상대식 승강장이 있는 지하역으로, 스크린도어가 설치되어 있다. 대합실을 통과해, 반대쪽 승강장으로 이동할 수 있다.

### 승강장
| 금련산 ↑        |
| \| 상           |
| ↓ 경성대·부경대 |

| 상행 | ● 부산 도시철도 2호선 | 금련산, 수영,해운대, 장산 방면 |
| 하행 | ● 부산 도시철도 2호선 | 대연·서면·사상·양산 방면       |

## 역 주변
- KBS부산방송총국
- 천주교 부산교구청
- 천주교 주교좌성당 남천성당
- 부산 시장 관사
- 남천초등학교
- 동여고
- 남천프레스티지(2022/09 예정)
- 남천힐스테이트(2023/12 예정)
- 수영구도서관
- 수영구청
- 수영세무소
- 남부산등기소
- 모자보건센터
- 남천해변시장
- 메가마트 남천점
- 대남교차로
- 황령터널

## 승차량 변동
| 역 노선 | 승차 인원 | 승차 인원 | 승차 인원 | 승차 인원 | 승차 인원 | 승차 인원 | 승차 인원 | 승차 인원 | 승차 인원 | 승차 인원 | 승차 인원 | 승차 인원 | 승차 인원 | 승차 인원 | 주 석 |
| 역 노선 | 2002년    | 2003년    | 2004년    | 2005년    | 2006년    | 2007년    | 2008년    | 2009년    | 2010년    | 2011년    | 2012년    | 2013년    | 2014년    | 2015년    | 주 석 |
| ------- | --------- | --------- | --------- | --------- | --------- | --------- | --------- | --------- | --------- | --------- | --------- | --------- | --------- | --------- | ----- |
| 2호선   | 5143      | 5617      | 5701      | 5366      | 5228      | 5081      | 5294      | 5710      | 5907      | 6192      | 6334      | 6589      | 6975      | 6762      | [ 1 ] |

## 사진

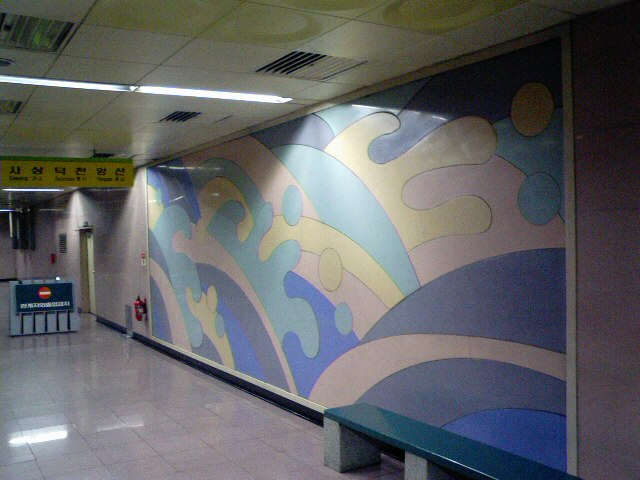
벽화
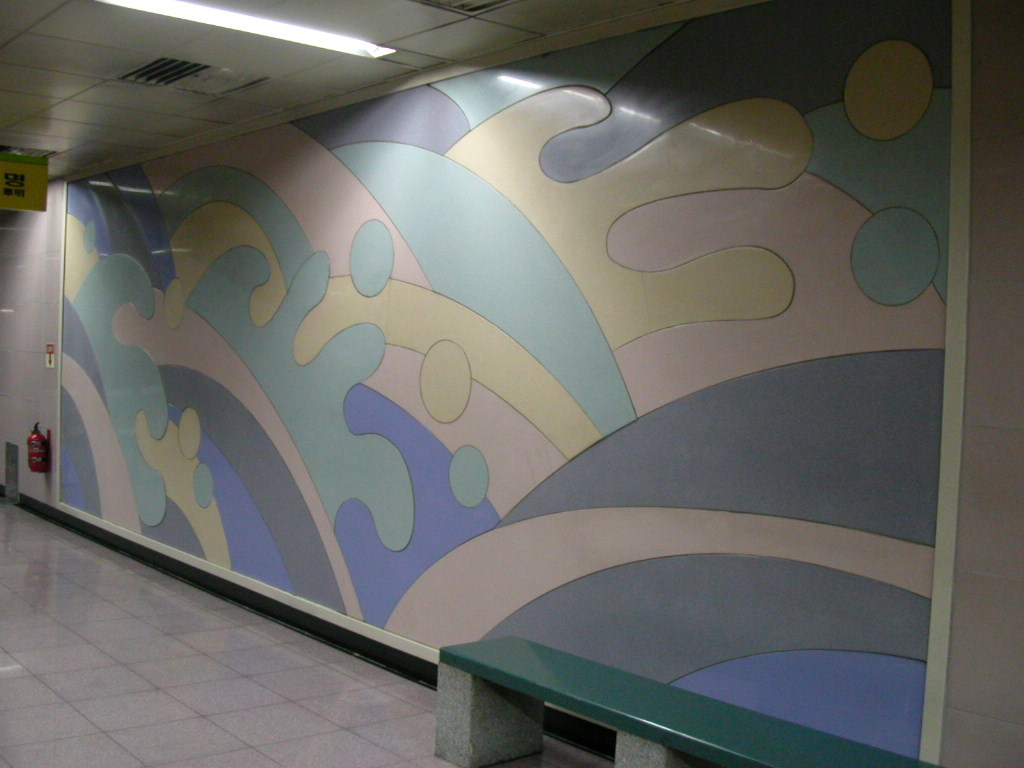
벽화
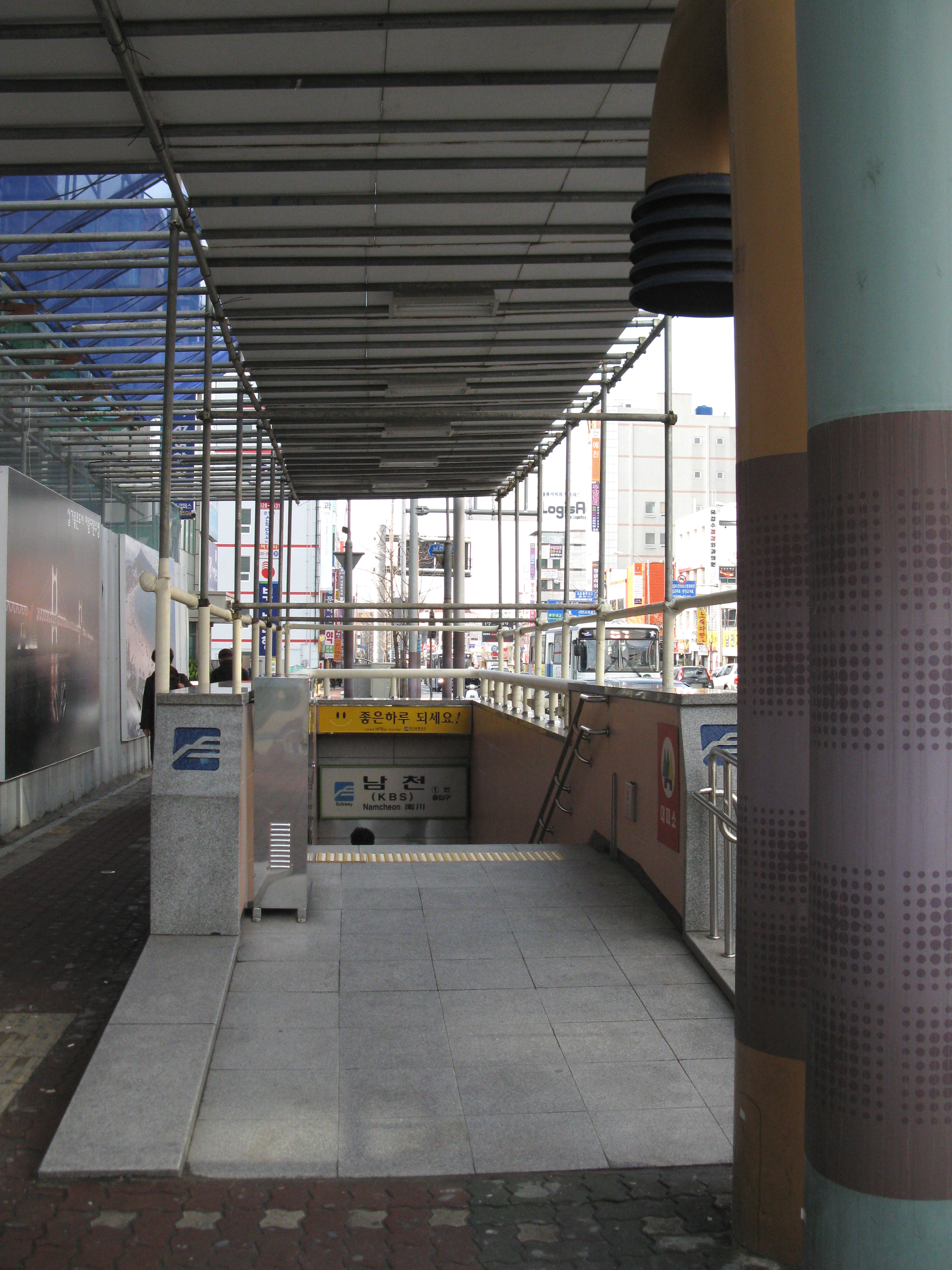
1번 출입구 (2009년 2월 촬영)
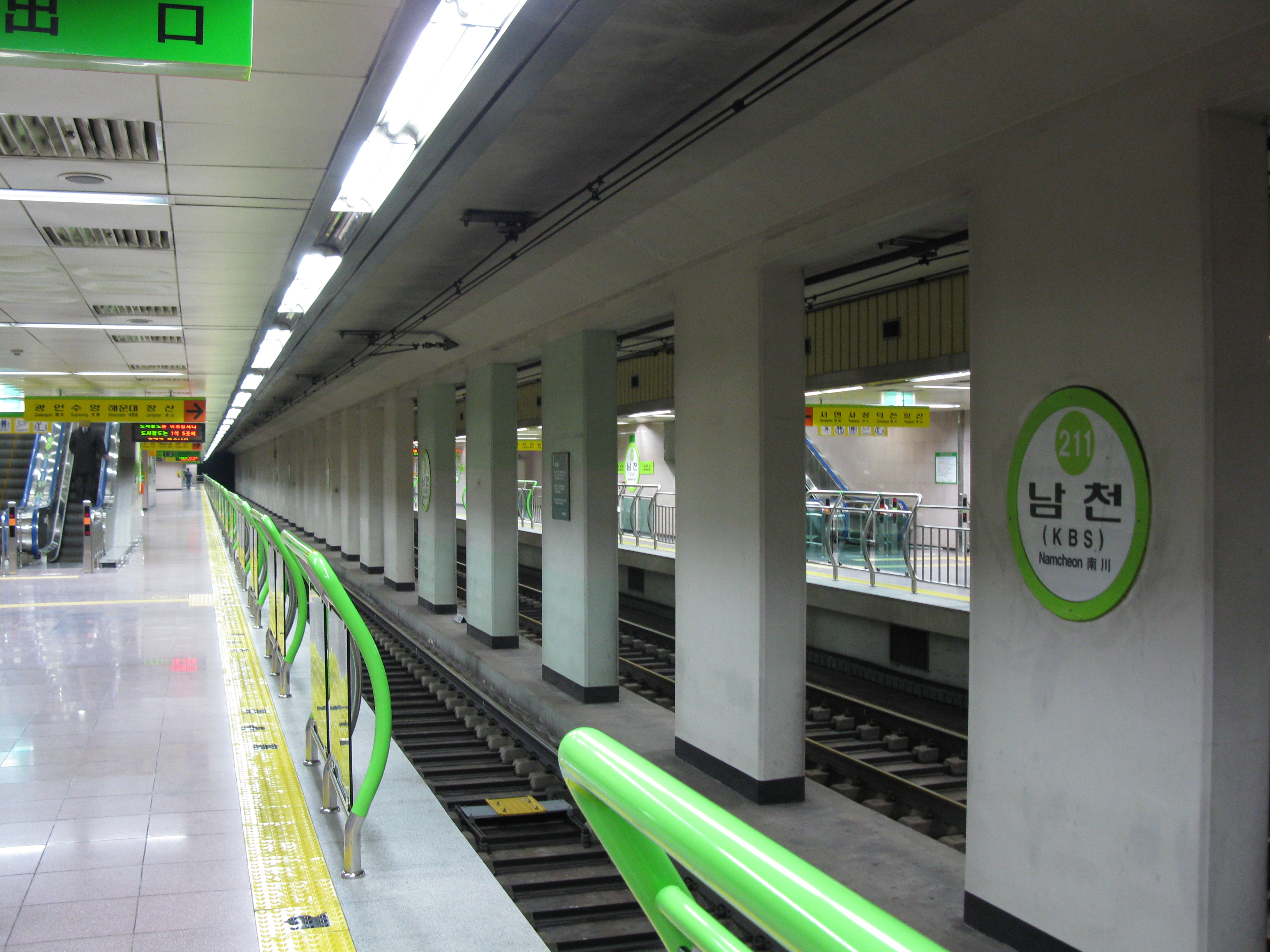
스크린도어 설치 전 승강장 (2009년 2월 촬영)

## 인접한 역
| 부산 도시철도 2호선  | 부산 도시철도 2호선   | 부산 도시철도 2호선         |
| -------------------- | --------------------- | --------------------------- |
| 210 금련산 장산 방면 | ● 부산 도시철도 2호선 | 212 경성대·부경대 양산 방면 |